# Баркалов Сергій Миколайович
Сергій Миколайович Баркалов (рос. Сергей Николаевич Баркалов; нар. 1 березня 1973, Воронеж, РРФСР) — радянський, російський та український футболіст, воротар.

## Кар'єра гравця
Народився в Воронежі, де й розпочинав робити перші кроки у футболі. У 1990 році перейшов у «Каучук» (Стерлітамак) з другої ліги радянського чемпіонату. Після розпаду СРСР виїхав до України, де став учасником першого розіграшу першої ліги чемпіонату України в складі «Артанії». Дебютував у футболці очаківського колективу 17 березня 1992 рокув переможному (1:0) домашньому поєдинку 2-го туру підгрупи 2 проти донецького «Шахтаря-2». Сергій вийшов на поле в стартовому складі, відіграв увесь матч та відстояв ворота «на нуль». В команді швидко став основним гравцем, тому в 1995 році отримав запрошення від вищолігового кременчуцького «Кременя». У складі нового клубу дебютував 10 березня 1995 року в програному (2:3) виїзному поєдинку 19-го туру Вищої ліги проти луцької «Волині». Баркалов вийшов на поле в стартовому складі та відіграв увесь матч. Проте в Кременчуці пропускав багато м'ячів, тому основним гравцем не став. У 8-ми поєдинках чемпіонату України пропустив 19 м'ячів. Тому в 1996 році виїхав до сусідньої Білорусі, де підписав контракт з вищоліговою мінською «Атакою-Аура». Як і в Кременчуці основним гравцем команди не був, у білоруському чемпіонаті за два сезони зіграв 9 матчів, в яких пропустив 17 м'ячів. У 1996 році на правах оренди виступав у дублі мінської «Атаки» (Друга ліга) та борисовському «Фомальгауті», за який зіграв 1 поєдинок у кубку Білорусі.
У 1998 році повернувся до Росії, де підписав контракт з клубом другого дивізіону «Локомотив» (Лиски). Того ж року дебютував за лискинський колектив у чемпіонаті Росії, відстоявши в дебютному поєдинку ворота своєї команди «на нуль». 26 травня 1998 року зіграв другий та останній поєдинок у футболці «Локо», в рамках 1/128 кубка Росії проти московського «Асмарала». Основний час поєдинку завершився в нічию, а в серії післяматчевих пенальті з рахунком 4:2 перемогу здобули москвичі. Після цього поєдинку Сергій в офіційних поєдинках за «Локомотив» на поле не виходив й по ходу сезону 1999 року перейшов до складу пензинського «Зеніту», який також виступав у Другій лізі. В команді швидко став основним гравцем й встиг зіграти в футболці пензинського клубу в 15 матчах чемпіонату, в яких пропустив 24 м'ячі. По завершенні сезону вирішив змінити команду.
У 2000 році підсилив склад друголігової іркутської «Зірки». Дебютував у футболці іркутського колективу 7 травня 2000 року в переможному (1:0) домашньоу поєдинку 1-го туру другого дивізіону зони «Схід» проти «Селенги» (Улан-Уде). Сергій вийшов на поле в стартовому складі, відіграв увесь матч та відстояв ворота власної команди «на нуль». Проте в 2000 року Баркалов не став основним гравцем, зігравши в 7-ми матчах чемпіонату та в 2-ох кубку Росії. Проте вже з 2001 року став основним воротарем команди. У 2006 році втратив своє місце в складі, того сезону зіграв у чемпіонаті Росії 3 поєдинки. Протягом свого перебування в Іркутську зіграв у 139 матчах чемпіонату та  12 поєдинках кубку Росії.
У 2007 році підсилив ульянівську «Волгу», яка виступала в Другому дивізіоні. Дебютував в ульяновському колективі 25 квітня 2007 року в переможному (1:0) домашньому поєдинку 1-го туру зони «Урал-Поволжжя» проти нижньокамського «Нафтохіміка». Сергій вийшов на поле в стартовому складі, відіграв увесь матч та відстояв ворота власної команди «на нуль». За підсумками сезону «Волга» здобула путівку до Першого дивізіону чемпіонату Росії. Наступний сезон Баркалов також провів в Ульяновську, де був основним воротарем команди. У 2009 році вирішує повернутися до рідного міста та підсилює складу друголігового воронезького ФСА. Дебютував у футболці воронезького колективу 22 квітня 2009 року в нічийному (0:0) виїзному поєдинку 1-го туру другого дивізіону зони «Центр» проти тамбовського «Спартака». Сергій вийшов на поле в стартовому складі, відіграв увесь матч та відстояв ворота воронезького колективу «на нуль». У футболці ФСА зіграв 11 матчів у чемпіонаті Росії (16 пропущених м'ячів) та 1 поєдинок у кубку Росії (4 пропущені м'ячі).
По ходу сезону 2009 року перейшов до аматорського колективу «Радіан-Байкал» (Іркутськ), якому допоміг вийти до Другого дивізіону. В цьому турнірі за іркутський колектив дебютував 25 квітня 2010 року в переможному (2:0) домашньому поєдинку 1-го туру зони «Схід» проти барнаульського «Динамо». Баркалов вийшов на поле в стартовому складі, відіграв увесь матч та відстояв ворота своєї команди «на нуль». Протягом трьох сезонів був основним воротарем команди. Проте в сезоні 2013/14 років втратив своє місце в складі, зігравши 1 поєдинок у кубку Росії. В чемпіонаті Росії 2012/13 на поле не виходив й по завершенні сезону вирішив покинути розташування клубу. Протягом свого перебування в «Байкалі» в Другому дивізіоні зіграв 90 матчів (пропустив 124 м'ячі), ще 9 матчів (7 пропущених м'ячів) зіграв у кубку Росії. У сезоні 2015/16 років був у заявці лискинського «Локомотива», але за команду не зіграв жодного офіційного поєдинку.

## Кар'єра тренера
Після завершення кар'єри гравця розпочав тренерську діяльність. З 2017 року працює тренером воротарів в іркутському «Зеніті».